# Magyar Hanglemezkiadók Szövetsége
Magyar Hanglemezkiadók Szövetsége (Asociación de casas de discos húngaras), abreviado Mahasz es la asociación de la industria musical húngara, fundada en 1992. Mahasz organiza los Galardones de la Música Húngara y publica las listas de ventas de Hungría.

## Nivel de certificación
Fuente: Mahasz

### CD musicales
Repertorio nacional
| Certificación     | Hasta junio de 1992 | Hasta diciembre de 1997 | Hasta abril de 2002 | Hasta marzo de 2005 | Hasta septiembre de 2006 | Hasta octubre de 2009 | Desde octubre de 2009 |
| ----------------- | ------------------- | ----------------------- | ------------------- | ------------------- | ------------------------ | --------------------- | --------------------- |
| Disco de oro      | 100000              | 50000                   | 25000               | 15000               | 10000                    | 7500                  | 5000                  |
| Disco de platino  | 200000              | 100000                  | 50000               | 30000               | 20000                    | 15000                 | 10000                 |
| Disco de diamante | 400000              | 200000                  | -                   | -                   | -                        | -                     | -                     |

### Sencillos
| Certificación    | Número de ejemplares |
| ---------------- | -------------------- |
| Disco de oro     | 1500                 |
| Disco de platino | 3000                 |

### DVD musicales
| Certificación    | Jazz/Clásica | Pop  |
| ---------------- | ------------ | ---- |
| Disco de oro     | 1000         | 2000 |
| Disco de platino | 2000         | 4000 |